# إبريق عثماني
الإبريق العثمانيّ هو نوع من أباريق الشرق الأوسط يستخدم لتخزين وصب المحتويات السائلة.